# Elias Aslaksen

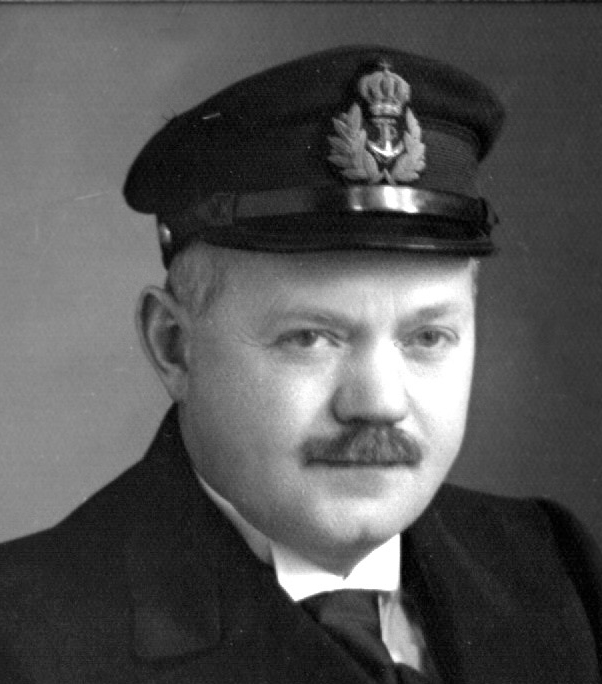
Elias Aslaksen

Elias Aslaksen (1888–1976) född i Norge, var en central figur inom det religiösa samfundet Smiths Vänner, och var näst efter grundaren Johan Oscar Smith den som satt djupast prägel på den. Han tjänstgjorde inom den norska marinen, liksom grundaren. Han var en driven retoriker och en mycket karismatisk och fängande talare, som hade för vana att driva med olika saker, sätta ting på sin spets, samt uttrycka sig så absolut och fanatiskt att det gav upphov till missförstånd. Hela hans förkunnelse kretsade kring Kristi efterföljelse, och för "begynnelsesgrunderna", såsom försoningen och förlåtelsen, hade han föga tid. Han var en mystiker på samma gång som moralist, och talade gärna om det inre livet med Kristus. Men han kunde också vara ovanligt fokuserad på yttre saker, såsom klädsel, mat, möbler osv. I allt var han ytterst puritansk och asketisk. Hans intresse för hälsa steg med åren, och vid slutet av sitt liv talade han mycket emot frosseri.
Aslaksen skrev mycket, särskilt i det lilla formatet. En uppsjö små trettiosidiga böcker kom från hans penna. Den viktigaste lär ha varit "Kristus åpenbart i kjöd", som blev häftigt omdebatterad i norsk kristenhet, med en stridsskrift i genmäle av bibelläraren Adolf Bjerkreim. Aslaksen menade i denna skrift att Jesus hade en syndig natur som han frestades av. Detta uppfattades av Bjerkreim som en avvikelse från klassisk kristendom, och ett hot mot försoningsläran och läran om Jesu gudom. 
Aslaksen reste mycket omkring i Europa för att missionera för Smiths Vänners helgelseförkunnelse. Han kunde många språk, och var en mycket begåvad man. Han levde hela livet ett väldigt enkelt och asketiskt liv, och ägde aldrig bil. Han försörjde sig på småjobb här och där, såsom att måla staket. Han hade tolv barn.